# Neverwinter Nights 2: Mask of the Betrayer
Neverwinter Nights 2: Mask of the Betrayer (NWN 2: MotB) — компьютерная ролевая игра. Первое официальное дополнение к ролевой игре 2006 года от Obsidian — Neverwinter Nights 2. Как и в оригинальной игре, действие происходит в фэнтезийном мире Forgotten Realms, игра использует ролевую систему Dungeons & Dragons редакции 3.5. Кампания Mask of the Betrayer продолжает историю, начатую в оригинальной кампании Neverwinter Nights 2.

## Геймплей
Геймплей дополнения в общих чертах похож на геймплей оригинальной игры, однако в него был внесен ряд значительных изменений и нововведений. Так, спутников стало гораздо меньше, но их истории прописаны более подробно и играют более важную роль. Механизм самого влияния стал более наглядным, численное значение влияния можно увидеть на экране характеристик персонажа, а большое влияние оборачивается бонусами не только для спутника, но и для самого героя.
В целом, мир игры получился более мрачным, чем в оригинальной кампании.

### Эпические уровни
В Neverwinter Nights 2: Mask of the Betrayer персонажи могут достичь максимум 30-го уровня. Уровни с 21-го по 30-й считаются эпическими и дают доступ к более мощным навыкам и заклинаниям. Максимальные уровни престиж классов остались прежними (5 или 10, в зависимости от конкретного класса), но любой базовый класс можно поднять на 30-й уровень. Сумма уровней по всем классам определяет, является ли персонаж эпическим.
Начиная кампанию, игрок может самостоятельно или автоматически поднять уровень героя до 18. Ему также будет предоставлен скромный набор артефактов. Кроме того, есть возможность импортировать героя из оригинальной игры, как правило 20 уровня, что также сохраняет часть ранее используемой амуниции (инвентарь очищается — остается лишь то, что было надето на персонаже, кроме оружия).

### Новые расы
- Полу-дроу (подраса полуэльфов)
- Генаси огня (подраса затронутых планами)
- Генаси земли (подраса затронутых планами)
- Генаси воздуха (подраса затронутых планами)
- Генаси воды (подраса затронутых планами)
- Дикий эльф (подраса эльфов)

### Новые классы
Новые базовые классы:
- Шаман духов (Spirit Shaman)
- Избранник богов (Favored soul).

Новые престиж-классы:
- Невидимый клинок (Invisible Blade)
- Красный Волшебник (Red Wizard)
- Волшебник-учёный Кэндлкипа (Arcane Scholar of Candlekeep)
- Священный кулак (Sacred Fist)
- Повелитель бурь (Stormlord)

### Новые монстры
В дополнении появились новые монстры, среди которых — голубые и бронзовые драконы, духи, энты и высокоуровневая нежить. Часть из этих созданий может быть встречена в самом дополнении, часть доступна создателям модификаций через редактор.

### Крафтинг
Система крафтинга в дополнении была в корне переработана. Поскольку главный герой является Пожирателем Духов, то основную роль в крафтинге играют эссенции духов, которые можно получить при убийстве врагов. Меньшие эссенции можно объединять в большие при помощи дистиллятора. В игре появилась специальная сумка, предназначенная для зачарования предметов.

### Технические изменения
Разработчики уверяют, что существенно доработали движок игры, что улучшило графику и ускорило загрузку. Помимо этого также значительно улучшен звук. Игра поставляется с патчем версии 1.10.

### Спутники
Одновременно в группе может находиться не более трёх спутников. Чтобы их взять/отпустить, требуется поговорить с ними. В отличие от оригинальной кампании, можно вообще не брать в группу тех, кто вам не нравится, даже в качестве ожидающих (кроме Сафии). Некоторых можно и вовсе не увидеть. Чтобы проявилась любовная линия, требуется заработать существенное влияние. Также большое влияние добавляет бонусы к характеристикам спутника и главного героя. Видеозаставки, в которых спутники обмениваются мнениями по тому или иному поводу, так же хороши, как и в оригинальном NWN-2. Праведная Каэлин, ироничный Ганн, целеустремленная Сафия предоставляют игроку достаточно пространства для участия в их диалогах и приобретения или потери влияния на того или иного спутника.
Сафия.
Красный волшебник, единственная дочь начальницы академии Тэй. Как и академия в целом, специализируется на изготовлении големов. Сафия идеально подходит для зачарования предметов, а её фамильяр — голем Каджи — имеет несколько уровней плута. По просьбе своей матери приходит к главному герою в курган и помогает добраться до Мулсантира навстречу дальнейшим приключениям.
По мере развития сюжета выяснится, что и Сафия, и её мать, и Основательница академии — это части души женщины, ради которой когда-то Акачи-Предатель бросил вызов богам.
Если герою удаётся разрушить проклятие, то при высоком влиянии Сафия может стать женой героя-мужчины или верной подругой героя-женщины. Если же герой просто снял проклятие с себя, Сафия вернётся в академию и посвятит свою жизнь поискам способа разрушить проклятье.
Ганн.
Каргово отродье — шаман духов, исследователь чужих снов и проклятье родителей всех красивых девушек Рашемена. Найти его можно в тюрьме Мулсантира, где он от этих самых девушек скрывается. По ходу сюжета главному герою постоянно придётся сталкиваться с духами, и спутник-шаман будет очень полезен.
Высокомерие, цинизм, ирония — далеко не все стороны его сложного характера. Кроме того, Ганн не признаёт никаких богов, предпочитая молиться духам Рашемена, которых он видит, насмехается над верой других и скептически относится к проповедям священников.
Ганн может сопровождать главного героя в путешествиях по снам. Когда путь заведёт героя в затопленный город, где обитают Спящие карги, Ганн встретит свою мать и узнает историю своего рождения.
При высоком влиянии Ганн может стать мужем героя-женщины или верным другом героя-мужчины, приняв участие в дальнейших приключениях.
Каэлин.
Полу-небожитель, спустившийся с небес ради освобождения душ, обречённых на вечные муки в стене Неверующих. Каэлин — жрец бога милосердия Илматера, хотя раньше была проводником смерти Келемвора. Найти её можно возле запертой двери хранилища Миркула в теневом Мулсантире. Её способности изгонять нежить будут очень полезны в Теневом Мулсантире.
Она считает наказание, которое боги уготовили тем, кто не верил в них при жизни, жестоким и несправедливым. Каэлин стремится разрушить Стену, и можно заработать много влияния, поддерживая её убеждения. Каэлин сообщает про себя, что всю жизнь путешествует между мирами, а её глаза не различают цветов, но видят многое другое, например, эмоции Ганна.
Вдохновившись тем, что с её помощью герой освободил свою душу, заточённую из-за проклятия в Стене, Каэлин продолжит свою борьбу с богами, призвав на свою сторону много родичей. Однако демилич Раммаг, которого она решит взять в союзники во время очередного штурма Города Правосудия, предаст её. Сама Каэлин уцелеет, однако её спутники погибнут в битве с демонами. Отчаявшись, она вернётся домой и никогда больше не произнесёт ни слова, дабы даже случайно не погубить этим кого-нибудь.
Если же герой спровоцирует Раммага на бой и уничтожит его, Каэлин ждёт успех в дальнейшей борьбе. Раз за разом она и другие небожители будут совершать налёты на Город Правосудия, успевая освободить несколько душ из Стены и отступить. Со временем её крылья почернеют, сердце — ожесточится, но всё равно для многих она станет символом спасения.
Окку.
Дух медведя, бессмертный воин-хранитель Рашемена. Когда-то он потерпел поражение в битве с Пожирателем духов, но тот человек сохранил ему жизнь в обмен на вечную службу. Исполняя данное слово, Окку охранял курган, где Пожиратель духов перед смертью запер свой Голод, до тех пор, покуда герой не оказался в этом кургане и не стал очередной жертвой проклятья.
После того, как герой выходит из кургана, Окку собирает армию духов и идёт вслед за ним в Мулсантир. Взять Окку в партию можно, сохранив ему жизнь после битвы у ворот Мулсантира. В этом случае он, исполняя данное ранее слово, обещает следовать за героем до тех пор, покуда он будет пытаться сдерживать Голод.
Окку — самый сильный и крепкий воин из спутников героя. Однако, будучи зверем, он может носить только кольца и ожерелья. Его убийство/не убийство влияет на развитие нескольких ситуаций — с Утраки, с тельторами, с лодкой и с Одним из многих. При повышении уровня он самостоятельно улучшает свои способности.
Если герою удаётся разрушить проклятие, то Окку продолжит защищать Рашемен от врагов. Если же герой просто снял проклятие с себя, Окку медленно угаснет вместе со своей страной.
Один из множества.
Множество — это призраки преступников, когда-то сожжённых в храме бога смерти, охваченные жаждой мщения всему живому, которыми управляет главный призрак Один из множества. Герой может переселить этих призраков из печи в труп Окку, и тогда Множество последует за ним. Множество чувствует сродство с Пожирателем душ — иногда оно тоже может поглощать других персонажей, и сохранит верность герою при «плохом» финале. Призрака нельзя экипировать, однако он может переносить предметы в своём инвентаре. Также он не может пить зелья, и на него не действуют лечебные заклинания.
Если он будет в отряде в конце игры, то в концовке будет рассказано, что он (вернее они) долго бродил и забирал души, а затем стал править в одной далёкой южной стране.
Способности призрака определяются тем, кто является Одним из Множества (выбирается при разговоре):
- Ребёнок. По мнению главного жреца храма Миркула, этот ребёнок был брошен в печь без вины. Доступен изначально, является плутом.
- Зверь. Жестокий, кровожадный убийца, сожжённый в печи жрецами Миркула за свои бесчисленные преступления. Становится доступным после того, как герой получит высокое влияние на Множество, является варваром.
- Безумная женщина. После того, как Множество поглотит душу Спящей в затопленном городе, оно получит способность следовать за героем во снах и может передать главенство Спящей, которая является чернокнижником.

Голем Имаскари.
Оживляется с помощью Сафии в самом начале игры, если найти нужную комнату в кургане. Вот только сразу после выхода из кургана он разваливается, о чём предупреждали с самого начала. Тем не менее, им можно управлять и класть вещи в инвентарь; он помогает в первой битве с Окку.
Аммон Джерро.
После битвы с Королём Теней Аммон Джерро пытался спасти героя, но был пленён слугами начальницы академии Тэй (матери Сафии) и лишён души. Если герой вернёт ему его душу, Аммон Джерро будет сражаться вместе с ним против магов Тея, а также окажет помощь в нескольких других битвах.
Также Аммон Джерро может рассказать о том, что случилось с его спутниками после уничтожения Короля Теней и обрушения его подземелья.

## Сюжет
В финале оригинальной кампании после победы над Королём Теней стены и потолок обрушились на героев Невервинтера, но затем было сказано, что обладателя меча Гит ждут новые приключения. И правда, каким-то образом герой очутился в глубине древнего кургана — один, без оружия, спутников и своей души, место которой занял Голод.
Действие происходит в Рашемене, Тэе, на Теневом плане, в мире Фуги, во снах и в астральном мире.

### Акт I
Герой приходит в себя где-то в подземелье, окруженный магическим щитом, с раной в груди на месте осколка. Не успевает он подняться, как появляется бритая женщина в красном (Сафия) и заявляет, что они теперь в Рашемене, государстве в сотнях миль к востоку от Берега Мечей, а ей было приказано забрать героя из кургана. Вместе они выбираются из гробницы бога-медведя, и герой впервые встречается с сущностью внутри себя — Пожирателем духов.
Возвратившись в город, чтобы поговорить с женщиной по имени Лиенна, они застают красных волшебников, которые также чего-то хотят от «женщины в белом». Расправившись с ними, герои покидают театр, где был бой, и сталкиваются с ведьмами, истинными правителями Рашемена. Те заявляют, что у ворот города стоит бог-медведь Окку и требует выдачи героя на съедение за осквернение кургана. Они предоставляют возможность взять любых помощников, которые согласятся сразиться с древним духом. С позволения ведьм, герой освобождает из тюрьмы Ганна и находит в мире теней Каэлин по просьбе её родственников.
Затем можно закупить хорошее оружие у ведьмы-торговки и зачаровать его, для чего требуются только эссенции и подходящие заклинания. Зачарование существенно повышает урон врагам или качество доспехов, его использование намного проще и эффективней, чем в оригинальной кампании.
Победив Окку, герой может съесть его дух или пощадить. В последнем случае бог-медведь присоединится к группе. С этого момента герой может управлять своими новыми способностями, а также появляется шкала энергии духов, по истечении которой герой умрет. С помощью этой шкалы разработчики пытаются исправить возможность отдыхать на каждом шагу. Фактически у героя есть два пути — поглощать духи и получать эссенции, но это надо делать достаточно часто, или подавлять голод (способность Сдерживание), после чего шкала падает очень медленно и мало беспокоит. Иногда эссенции духа требуются по квестам, но всегда перед этим есть возможность их получить.

### Акт II
Второй акт посвящён поискам истины — откуда появилось проклятье Пожирателя и как от него избавиться.
После битвы с Окку герой узнаёт о трёх локациях, где можно получить ответы на вопросы о своём проклятии. Чтобы пройти игру, достаточно посетить одну из двух, но для самой хорошей концовки — все три, для получения фрагментов маски.
1. Странная девочка возле городских ворот предлагает Герою посетить Колодцы Лиру. Маленькая локация, где можно найти древних духов (предков Окку), племя злобных оборотней утраки, поклоняющихся Пожирателю Духов, и волшебный родник, вода которого позволяет увидеть странный сон.
2. Ведьмы предлагают Герою отправиться в Эшенвуд и спросить Лесовика, который уже имел дело с Пожирателями. Однако дух леса исчез, и для его возвращения требуется решить многочисленные проблемы леса. В результате Лесовик сообщает герою, что это проклятье было создано мёртвым богом.
3. Актёры Театра масок сообщают Герою, что Лиенна недавно отправлялась за советом к каргам в Затопленный город. Однако, чтобы задать свои вопросы Дремлющему Шабашу, герою предстоит пройти мимо других просителей и через «Клубок» — лабиринт, куда карги отправляют тех, кого не хотят видеть. В центре «Клубка» Ганн встретит свою мать и услышит трагичную историю своего рождения, а герой узнает, что его проклятье создал бог смерти Миркул.
В итоге герой выясняет, что следует отправиться в Тэйскую академию через портал в театре Мира теней. В академии требуется вскрыть дверь в комнате Нефрис (мать Сафии), для чего потребуется найти четыре фрагмента души, спрятанные в здании академии, и выдержать бой с лучшими магами и новым главой академии Араманом. Судя по всему, Араман знает о Пожирателе Духов больше, чем кто-либо из людей. Открыв дверь, герой обнаруживает портал в астральный мир, где нашёл своё последнее пристанище бог Миркул.
Поговорив с Миркулом, герой узнает, что его проклятье — наказание человеку по имени Акачи, бывшему главному жрецу Миркула, осмелившемуся бросить вызов своему богу ради освобождения души возлюбленной из Стены Неверующих в мире правосудия. Акачи был превращен в Сущность Голода, которая заменяла собой душу очередного смертного. Одновременно с этим, поглощаемые Голодом души поддерживали жизни самого Миркула. С тех пор прошло много веков, и теперь эта ноша досталась герою. Единственный путь избавиться от проклятья — повторить Поход Предателя в план Фуги и вырвать свою душу из Стены.
Разговор с Миркулом можно закончить, поглотив или упокоив его дух.

### Акт III
Очередной портал переносит Героя к убежищу Основательницы академии красных магов. Однако к ней предстоит пробиваться через последователей Миркула во главе со всё тем же Араманом. Также выясняется, что Араман — брат Акачи, которому боги дали бессмертие для того, чтобы он не позволял разрушить это проклятье. Основательница возвращает Герою перекованный меч Гит и сообщает, что Сафия, Лиенна и Нефрис — осколки одной души, а голод помещён в героя в надежде, что тот сможет спасти Акачи. Затем можно убить Основательницу или сожрать её (только если поглощён Миркул), спровоцировав битву с несколькими големами. Если сожрать Основательницу, Сафия станет враждебной и придется её убить.
Используя меч Гит, герой открывает дверь в подвале храма Миркула и оказывается в царстве Келемвора. Здесь герою предстоит выбрать сторону — армия Акачи во главе с соларом, личем и драконом или защитники города — после чего посетить несколько районов города и помочь выбранной стороне одержать верх. В итоге герой находит Писца и узнаёт, в каком участке Стены замурована его душа. Подойдя к Стене, герой встречает Келемвора, который сообщает, что не пытался остановить его, поскольку знал, что проклятие наложено несправедливо.
Вырвав свою душу у стены, герой проваливается в неё вместе с одним из спутников (влияние на которого было наибольшим). Тут выясняется, что надо победить Голод в глубине себя. Герой оказывается в Крепости-на-перекрёстке и в Западной гавани, где воспоминания героя в лице его прежних спутников сражаются с воплощениями Голода, а затем предстоит бой уже с самим Предателем. От исхода этой схватки зависит финал.

### Концовки
В зависимости от того, как герой ладил со своими спутниками, а также от того, как он поступил с Предателем и что творил в Городе Правосудия, возможны несколько концовок:
- Герой может восстановить душу Акачи (условие: собрать все три фрагмента его маски, пощадить Акачи). После этого герой либо триумфально вернётся на родину, встретив по пути уцелевших старых спутников, либо отправится покорять новые миры; зависит от мировоззрения. В случае романа герой и его любовь поженятся. Благодаря защите духов во главе с Окку в Мулсантире будет царить мир и покой. Каэлин продолжает свою борьбу. Акачи останется в Городе Правосудия и больше никогда не увидит ни брата, ни возлюбленную.

Чтобы получить фрагменты маски, нужно: выпить из колодцев Лиру, добраться до Дремлющего Шабаша, отдохнуть у Мшистого камня в локации Долина Иммил (куда можно попасть из Эшенвуда через пылающую рощу). Каждый раз необходимо выдержать битву во сне, в которой помогать будет спутник, умеющий проникать в чужие сны.
- Герой может сковать душу Акачи внутри себя (условие: пропустить какие-либо из фрагментов маски). В этом случае он/она останется стражником в городе Правосудия; если есть роман, возлюбленный/ая последует за героем. Судьба Каэлин и Окку — как в первом варианте.
- Герой может побороть Акачи и исторгнуть его из своей души (условие: добить Акачи) — герой возвращается домой, но Проклятье продолжает опустошать Рашемен. Сафия возвращается в академию и посвящает остаток жизни поискам способа уничтожить Пожирателя. Каэлин продолжает свою борьбу, а Окку медленно погибает вместе со своей страной.
- Герой может подавить остатки воли Акачи и стать с ним единым целым, получив при этом чудовищную силу (условия: поглотить душу Миркула). Спутники, за исключением Одного-из-Многих, атакуют героя, и он/она убивает их, поглощая их души. После этого герой уничтожит Мулсантир, отправится мстить своим врагам, а затем сойдётся в битве с богами. Уничтожив многих из них, пропадёт без вести. Некоторые из богов уверены в своей победе, но куда больше тех, кто считает, что герой просто улизнул от них в миры, что лежат вне их власти. Дальнейшая судьба героя неизвестна. Но Келемвор предвидел, что если герой вернется, жаждая мести, то мироздание содрогнется.

### Епископ и Аммон Джерро
Главный герой находит Епископа во сне, в стене неверующих. Если он не остался с Гариусом, то всё равно погиб, не успев убежать до обрушения. После убийства идущих к нему дьяволов игрок получает от Епископа один из фрагментов маски. Также вышла неофициальная модификация Dark Soul, позволяющая извлечь душу Епископа из Стены и присоединить к команде. Главный герой-женщина может завести с ним роман при условии отказа от романа с Ганном.
Аммона можно найти во втором акте в академии и оживить, выкупив у дьяволов его душу, после чего расспросить про судьбу других старых спутников, при этом сначала он спрашивает, что помнит главный герой — ушла ли Элани, был ли Конструкт в группе и т. д. Сообщает, что пытался спасти героя, когда того унесли горгульи, но попал в ловушку в теневом плане, а Нефрис легко с ним справилась, поскольку он тоже учился в Тэе. После чего она сразу извлекла его душу.
После разговора можно ненадолго присоединить Аммона к группе (до возвращения в Мулсантир), но им нельзя напрямую управлять и экипировать, а в случае гибели он не оживёт после боя. Если Аммон доживёт до портала в Мулсантир, то пришлёт дьяволов на помощь герою в одной из битв в конце игры.

## Реакция критиков
| Сводный рейтинг       | Сводный рейтинг |
| Агрегатор             | Оценка          |
| --------------------- | --------------- |
| GameRankings          | 81,87 %         |
| Иноязычные издания    |                 |
| Издание               | Оценка          |
| 1UP.com               | B+              |
| GameSpot              | 8,0/10          |
| IGN                   | 8,5/10          |
| Русскоязычные издания |                 |
| Издание               | Оценка          |
| Absolute Games        | 75 %            |
| «ЛКИ»                 | 80 %            |

В целом дополнение получило очень положительные отзывы от различных игровых изданий. Отмечались улучшения и новшества в игровом процессе, усовершенствования графики, повышение общей стабильности работы игры. По словам обозревателя сайта GameSpot Mask of the Betrayer предлагает более глубокий, более мрачный и намного более приятный ролевой отыгрыш, чем оригинальная Neverwinter Nights 2.